# Mistrzostwa Świata w Lekkoatletyce 1983 – skok w dal kobiet

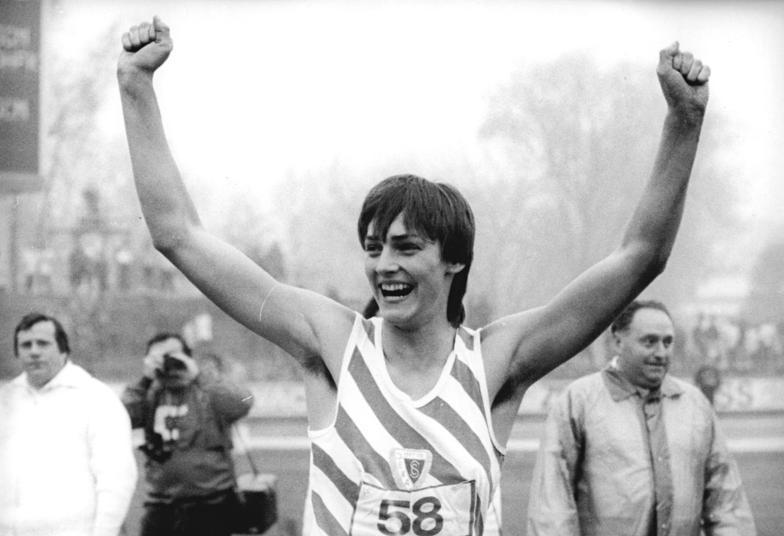
Mistrzyni świata Heike Daute

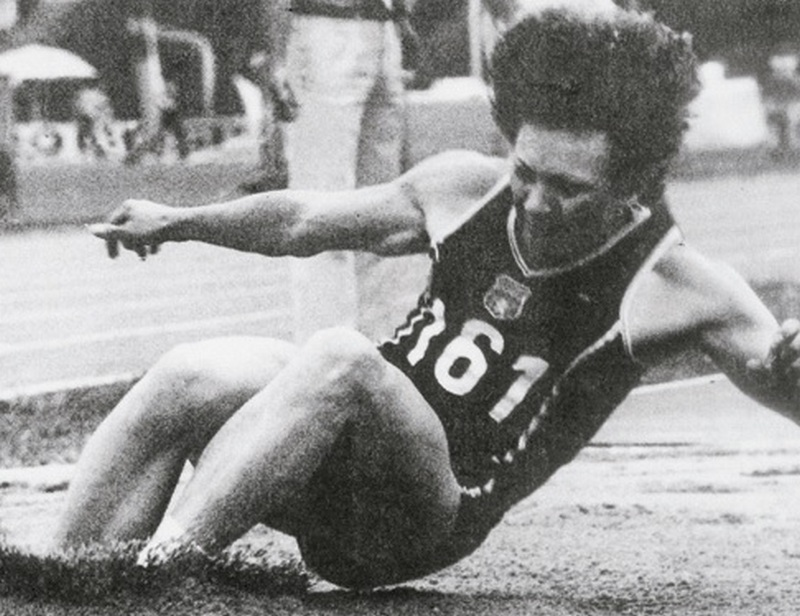
Wicemistrzyni świata Anișoara Cușmir

Skok w dal kobiet – jedna z konkurencji technicznych rozgrywanych podczas lekkoatletycznych mistrzostw świata w 1983 na Stadionie Olimpijskim w Helsinkach.

## Terminarz
| Data        |              |
| ----------- | ------------ |
| 13 sierpnia | Kwalifikacje |
| 14 sierpnia | Finał        |

## Rekordy
|               | Zawodniczka     | Wynik | Miejsce   | Data                |
| ------------- | --------------- | ----- | --------- | ------------------- |
| Rekord świata | Anișoara Cușmir | 7,43  | Bukareszt | 4 czerwca 1983(dts) |

## Wyniki

### Kwalifikacje
Zawodniczki startowały w dwóch grupach. Minimum kwalifikacyjne wynosiło 6,40 m. Do finału awansowały skoczkinie, które uzyskały minimum (Q) lub 12 skoczkiń z najlepszymi wynikami (q).
| Pozycja | Grupa | Zawodniczka           | Państwo                      | #1     | #2   | #3     | Wynik  | Uwagi |
| ------- | ----- | --------------------- | ---------------------------- | ------ | ---- | ------ | ------ | ----- |
| 1       | A     | Carol Lewis           | Stany Zjednoczone            | x      | 6,78 | –      | 6,78   | Q     |
| 2       | B     | Anișoara Cușmir       | Rumunia                      | 6,76 w | –    | –      | 6,76 w | Q     |
| 3       | A     | Heike Daute           | NRD                          | 6,65   | –    | –      | 6,65   | Q     |
| 3       | A     | Robyn Lorraway        | Australia                    | 6,65   | –    | –      | 6,65   | Q     |
| 5       | A     | Tatjana Proskurjakowa | ZSRR                         | 6,63   | –    | –      | 6,63   | Q     |
| 6       | B     | Zsuzsa Vanyek         | Węgry                        | 6,60   | –    | –      | 6,60   | Q     |
| 7       | B     | Eva Murková           | Czechosłowacja               | 6,57   | –    | –      | 6,57   | Q     |
| 8       | B     | Helga Radtke          | NRD                          | 6,53   | –    | –      | 7,96   | Q     |
| 9       | B     | Jennifer Innis        | Gujana                       | 6,45   | –    | –      | 6,45   | Q     |
| 10      | A     | Vali Ionescu          | Rumunia                      | 6,44   | –    | –      | 6,44   | Q     |
| 11      | B     | Beverly Kinch         | Wielka Brytania              | 6,43   | –    | –      | 6,43   | Q     |
| 12      | A     | Jarmila Strejčková    | Czechosłowacja               | 6,23   | 6,40 | –      | 6,40   | Q     |
| 13      | B     | Gwen Loud             | Stany Zjednoczone            |        |      |        | 6,37   |       |
| 14      | A     | Shonel Ferguson       | Bahamy                       | 6,29 w | 6,24 | 5,97   | 6,29 w |       |
| 15      | A     | Lena Wallin           | Szwecja                      | 6,19   | 5,84 | 5,86   | 6,19   |       |
| 16      | A     | Esmeralda Garcia      | Brazylia                     | 6,15 w | 6,08 | 6,03   | 6,15 w |       |
| 17      | B     | Madeline de Jesús     | Portoryko                    | 6,12 w | 6,10 | 6,09   | 6,12 w |       |
| 18      | B     | Halcyon McKnight      | Jamajka                      | 6,03   | x    | x      | 6,03   |       |
| 19      | A     | Heidi Benserud        | Norwegia                     | 5,82   | 5,92 | 5,66   | 5,92   |       |
| 20      | B     | Donghuo Huang         | Chiny                        | x      | x    | 5,90   | 5,90   |       |
| 21      | B     | Jacinta Bartholomew   | Grenada                      | 5,62   | 5,72 | 5,77   | 5,77   |       |
| 22      | B     | Rose Phillips-King    | Brytyjskie Wyspy Dziewicze   | 5,31   | 5,18 | 5,40 w | 5,40 w |       |
| 23      | A     | Marie-Ange Wirtz      | Seszele                      | 4,93   | 4,71 | 5,20   | 5,20   |       |
| 24      | A     | Kim Mom               | Ludowa Republika Kampuczy    | 4,90   | 4,90 | 4,83   | 4,90   |       |
| 25      | B     | Mariam Traore         | Górna Wolta                  | x      | 4,90 | 4,77   | 4,90   |       |
| –       | A     | Sabine Everts         | RFN                          | x      | x    | x      | NM     |       |
| –       | A     | Arja Jussila          | Finlandia                    | x      | x    | x      | NM     |       |
| –       | B     | Mercy Kuttan          | Czechosłowacja               | x      | x    | x      | NM     |       |
| –       | B     | Christina Sussiek     | RFN                          | x      | x    | x      | NM     |       |
| –       | A     | Nicole Tombezogo      | Republika Środkowoafrykańska | x      | x    | x      | NM     |       |
| –       | A     | Jackie Joyner         | Bahamy                       |        |      |        | DNS    |       |
| –       | B     | Karen Nelson          | Kanada                       |        |      |        | DNS    |       |
| –       | B     | Glynis Nunn           | Australia                    |        |      |        | DNS    |       |
| –       | B     | Swietłana Zorina      | ZSRR                         |        |      |        | DNS    |       |

### Finał
| Poz. | Zawodniczka           | Państwo           | #1     | #2     | #3     | #4     | #5     | #6     | Wynik  | Uwagi |
| ---- | --------------------- | ----------------- | ------ | ------ | ------ | ------ | ------ | ------ | ------ | ----- |
| 01 ! | Heike Daute           | NRD               | 6,91 w | 7,02   | 7,27 w | 7,16 w | 6,79   | 7,26 w | 7,27 w |       |
| 02 ! | Anișoara Cușmir       | Rumunia           | 7,00   | 6,87   | 7,15 w | 7,02 w | x      | 6,99   | 7,15 w |       |
| 03 ! | Carol Lewis           | Stany Zjednoczone | 6,93   | 6,89   | x      | 7,04 w | 6,69   | 6,73   | 7,04 w |       |
| 4.   | Tatjana Proskurjakowa | ZSRR              | 6,83   | 6,91 w | x      | 6,98   | 6,96 w | 7,02   | 7,02   |       |
| 5.   | Beverly Kinch         | Wielka Brytania   | 6,90   | 6,81   | 6,93 w | 6,82   | 6,87 w | 6,87   | 6,93 w | 6,90  |
| 6.   | Zsuzsa Vanyek         | Węgry             | 6,81   | 6,54 w | 6,41 w | 4,88 w | 6,61   | x      | 6,81   | [ 2 ] |
| 7.   | Eva Murková           | Czechosłowacja    | x      | x      | 6,80 w | x      | 6,71   | 6,72 w | 6,80 w |       |
| 8.   | Robyn Lorraway        | Australia         | 6,65   | x      | x      | x      | x      | x      | 6,65   |       |
| 9.   | Vali Ionescu          | Rumunia           | 6,62   | x      | x      |        |        |        | 6,62   |       |
| 10.  | Jarmila Strejčková    | Czechosłowacja    | 6,43   | 6,56   | 4,47   |        |        |        | 6,56   |       |
| 11.  | Jennifer Innis        | Gujana            | 6,54   | x      | 6,34   |        |        |        | 6,54   |       |
| 12.  | Helga Radtke          | NRD               | 6,37   | 6,35   | 6,44   |        |        |        | 6,44   |       |